# Vladislav Navrátil
Vladislav Navrátil (6. dubna 1942 Dolní Němčice – 3. ledna 2022 Brno) byl český fyzik a vysokoškolský pedagog.

## Život
Studoval na gymnáziu v Dačicích a poté fyzikální elektroniku na Přírodovědecké fakultě Masarykovy univerzity v Brně. Po dokončení studia získal zaměstnání ve Výzkumném ústavu speciální elektroenergetiky VUT Brno, po několika letech se vrátil na Přírodovědeckou fakultu MU. Pracoval na Katedře obecné fyziky, byl jedním z asistentů tzv. konzultačního cvičení docenta Martina Černohorského. Vědecky pracoval v oblasti fyziky materiálů (mechanické vlastnosti kovů s hexagonální strukturou, mikrotvrdost tenkých vrstev). Postupně byl jmenován docentem a profesorem. Roku 1994 se stal vedoucím Katedry fyziky na Pedagogické fakultě Masarykovy univerzity.
Mnoho let působil na Masarykově univerzitě v Brně v akademickém senátu.